# Lenguas tangkhul
Las lenguas tangkhul o luhupa son un prequeño grupo filogenético de lenguas tibetano-birmanas habladas en Manipur en el noreste de India.

## Clasificación
Tradicionalmente las lenguas tangkhul se han clasificado dentro de la agrupación geográfica "lenguas naga", pero existen dudas de que dichas lenguas formen realmente un grupo filogenético dentro del tibetano-birmano, por lo que actualmente  se suelen clasifican como una lengua independiente dentro de la familia tibetano-birmana, pendiente de la clarificación de las relaciones interna en dicha subfamilia.

### Lenguas de la familia
Existen al menos dos lenguas tangkhul diferentes, el tangkhul (propiamente dicho) y el maring. No existe datos lingüísticos disponible sobre el último. Ethnologue lista una lengua llamada khoibu como una lengua emparentada con el maring (aunque no está claro si es una lengua diferente, un dialecto más u otro nombre para la misma lengua). Otros autores consideran al sorbung, una lengua tangkhul, aunque parece tener afinidades más cercanas con las lenguas kuki-chin.
En Birmania existe una lengua, el somra, que a veces se denomina también tangkhul aunque esta lengua no parece estar cercanamente emparentada con las lenguas tangkhul de Manipur.

## Comparación léxica
Los numerales en diferentes lenguas tangkhul son:
| GLOSA | Lenguas tangkhul | Lenguas tangkhul | Lenguas tangkhul | Lenguas tangkhul | Otras lenguas naga | Otras lenguas naga | Otras lenguas naga |
| GLOSA | Tangkhul         | Maring           | Sorbung (KC?)    | PROTO- TANGKHUL  | PROTO- AO          | PROTO- ANG.POCH.   | PROTO- ZEME        |
| ----- | ---------------- | ---------------- | ---------------- | ---------------- | ------------------ | ------------------ | ------------------ |
| '1'   | á-kʰə̀            | kʰət             | kʰáːt            | *(a-)kʰət        | *(ə-)kʰa-          |                    | *kʰət              |
| '2'   | kʰə́-ní           | kʰ-ni            | kəniŋ            | *kʰ-ni           | *ə-ni(t)           | *k-ni              | *k-ni              |
| '3'   | kə̀-tʰùm          | kʰ-yum           | ʔəntʰúːm         | *k-tʰum          | *ə-sam             | *k-san             | *k-tʰum            |
| '4'   | mə̀-tì            | pʰ-li            | məlíː            | *b-li            | *b-li              | *b-di              | *mə-dai            |
| '5'   | pʰə̀-ŋà           | pʰ-ŋa            | rə-ŋáː           | *b-ŋa            | *b-ŋa              | *b-ŋa~ *b-ŋo       | *me-ŋai            |
| '6'   | tʰə̀-rùk          | tʰ-ruk           | kə-rúːk          | *tʰ-ruk          | *t-ruk             | *ʦ-ro              | *ʦ-ruk             |
| '7'   | ʃí-ní            | ə-ni             | sə-ríː           | *s-ni            | *t-ni(t)           | *ʦ-ni~ *s-ni       | *ʦ-nai             |
| '8'   | cì-ʃə̀t           | ə-cuət           | ʔə-rét           | *t-ʦət           | *t-za              | *t-ʦa              | *ʦ-ʦat             |
| '9'   | cì-ko            | tə-ko            | ʔə-kúa           | *t-ko            | *t-ku              | *t-ku              | *ʦ-kiu             |
| '10'  | tʰə̀-rà           | cip              | som              | *tʰ-ra           | *t-rə              | *t(i)-rə           | *k-reu             |
El sorbung muestra numerales que parecen claramente más relacionados con las lenguas kuki-chin.